# Whulshootseed
Whulshootseed (xʷəlšuʔcid), aussi appelé twulshootseed (txʷəlšucid), lushootseed du Sud ou encore salish du Puget Sound du Sud, est une langue du continuum linguistique lushootseed, une langue amérindienne de la famille des langues salish, et est parlée traditionnellement par les tribus Muckleshoot, Puyallup, Suquamish, Duwamish, Nisqually, et Squaxin Island dans l’État de Washington.

## Écriture
| ʔ | a  | b | c | c’ | č  | č’ | d  | dᶻ | ə   | g | gʷ | h | i  | ǰ | k | k’ | kʷ | k’ʷ | l  | l’ |
| ɫ | ƛ’ | m | n | p  | p’ | q  | q’ | qʷ | q’ʷ | s | š  | t | t’ | u | w | w’ | xʷ | x̌   | x̌ʷ | y’ |